# Девелопменталізм
Девелопменталізм (англ. developmentalism, від development «розвиток») — це економічна теорія, відповідно до якої, найкращий спосіб розвитку для менш розвинутих економік – це сприяння сильному та різноманітному внутрішньому ринку та встановлення високих тарифів на імпортні товари.
Девелопменталізм — міждисциплінарна школа думки, що ставить ідеологію розвитку на місце ключової стратегії на шляху до економічного процвітання. В 20 ст. ця школа думки частково була реакцією на спроби США протистояти рухам за національну незалежність в Азії та Африці, які вони вважали за комуністичними. Девелопменталізм у міжнародному економічному контексті може бути зрозумілий як складений із набору ідей, що зводяться до того, щоб поставити економічний розвиток у центр політичних зусиль та інститутів, а також як засіб, за допомогою якого можна встановити легітимність у політичній сфері. 
На думку Ха-Юн Чанґа, девелопменталістська традиція не є школою, оскільки не має послідовної всеосяжної теорії, а сама ідея походить із 16 ст. Як приклад успішного втілення девелопменталізму у світі 21 ст. він наводить Синґапур.